# Þingvellir
Þingvellir (del islandés Þing, «asamblea», y vellir, «explanada»; en nórdico antiguo: þingvǫllr), también transcrito como Thingvellir, es un valle y parque nacional situado en el suroeste de Islandia, cercano a la península de Reykjanes y a la zona volcánica de Hengill. Se encuentra a unos 44 km de Reikiavik, en la región de Suðurland.

## Historia

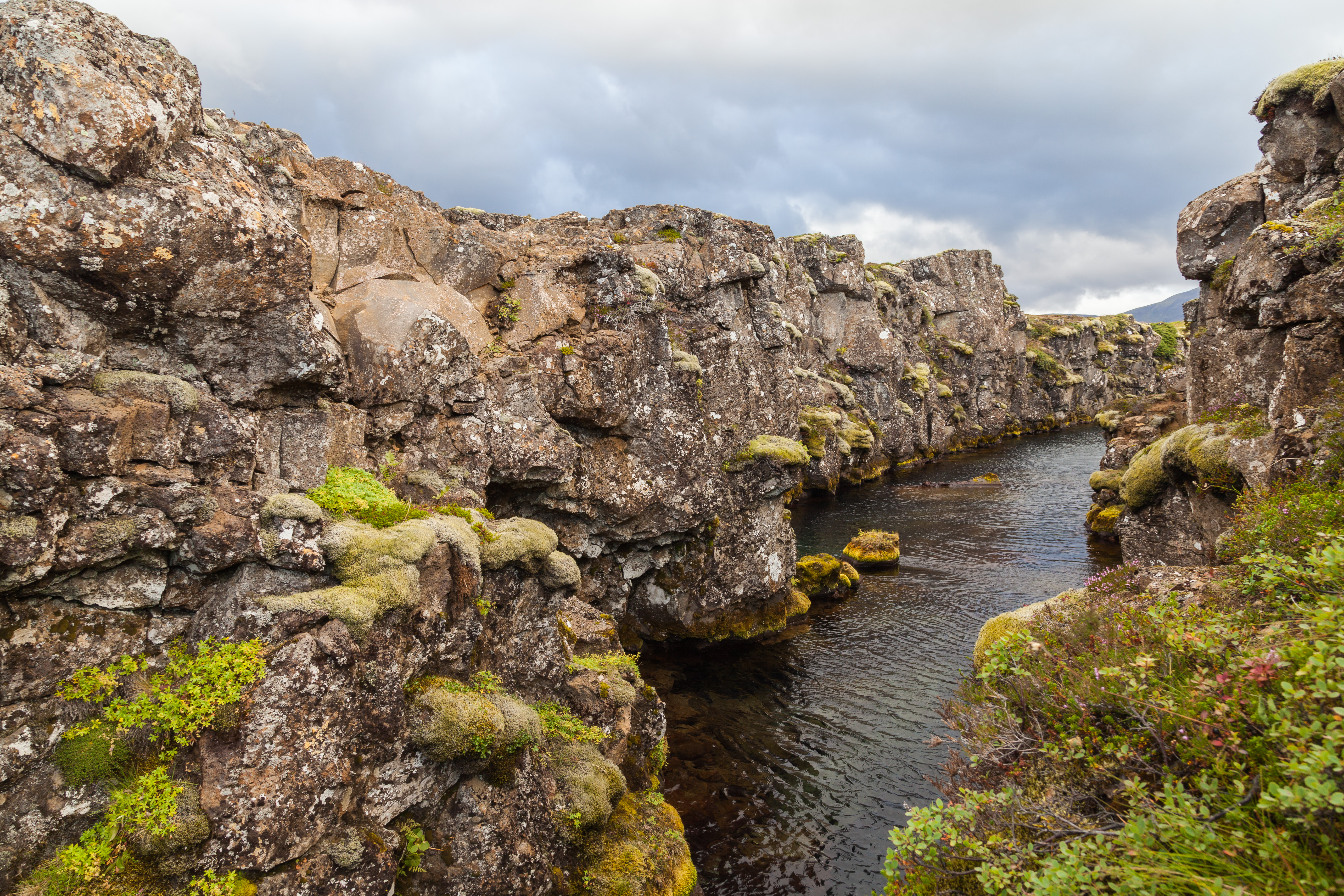
Cañón Nikulasargja en Þingvellir.

El valle es uno de los lugares históricos más importantes de Islandia. En el año 930, el Alþingi, una de las instituciones parlamentarias más antiguas del mundo, fue fundada aquí.
El Alþingi se reunía anualmente, cuando el lögsögumaður («hablante de leyes») recitaba la ley a todos los congregados y resolvía las disputas. Los criminales también eran castigados en estas asambleas. En la actualidad los visitantes pueden visitar el Drekkingarhylur («piscina de ahogamientos») en el cauce del río Öxará, que atraviesa el parque.
Entre el año 999 y 1000, el lögsögumaður Þorgeir Ljósvetningagoði proclamó el cristianismo como religión oficial de Islandia. Se dice que, después de la conversión y tras regresar del Alþingi, Þorgeir arrojó todas las estatuas de dioses nórdicos a la cascada que desde entonces recibe el nombre de Goðafoss («Cascada de los dioses»).  
La independencia de Islandia fue proclamada en este lugar el 17 de junio de 1944 y el parque aloja asimismo la residencia de verano del primer ministro de Islandia.

## Geología

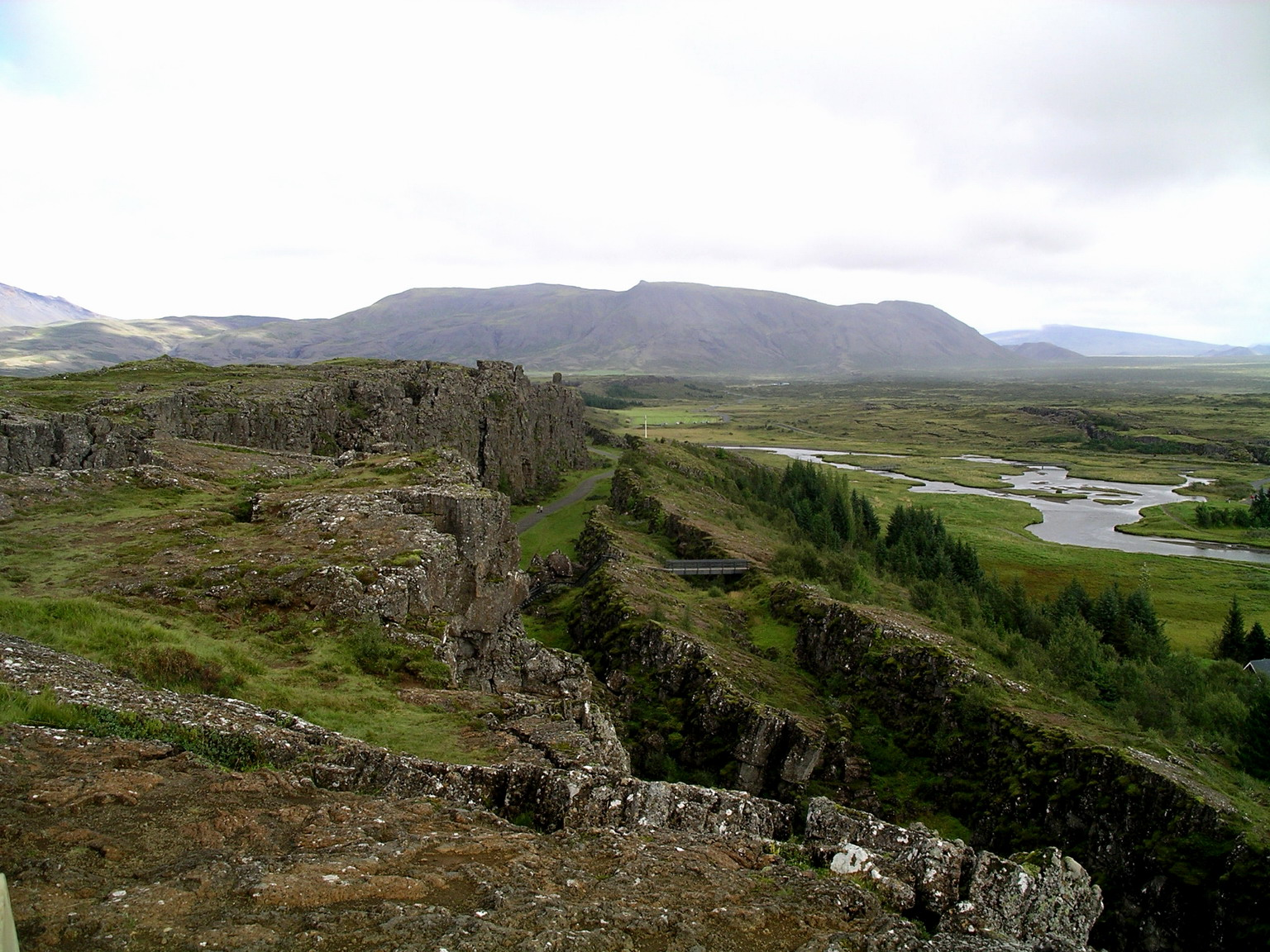
Parque nacional de Þingvellir.

El Þingvellir fue declarado parque nacional en 1928 debido a su importancia histórica, así como por su especiales características tectónicas y volcánicas.
La deriva continental puede ser observada claramente en este lugar, visible en las fallas que atraviesan la región. La más grande de todas ellas, Almannagjá, forma un cañón de considerables proporciones. Esta es la causa de los habituales terremotos que se perciben en esta zona.
Alguna de las fracturas están llenas de agua clara. Entre ellas, a Nikulásargjá se la conoce como «Peningagjá» («cañón de los peniques»), ya que su fondo está repleto de monedas. La leyenda dice, como en tantas otras fuentes y ríos en el mundo, que al lanzar una moneda y pedir un deseo, si se ve la moneda al tocar el fondo, el deseo se hará realidad.
Þingvellir está situado en la orilla norte del Þingvallavatn («lago de la explanada de la asamblea»), el más grande de Islandia. El río Öxará forma una cascada en el Almannagjá, la Öxarárfoss. Junto con la Gullfoss y los géiseres de Haukadalur, el Þingvellir forma parte de la ruta turística más famosa de Islandia, el Círculo Dorado.
Þingvellir fue designado Patrimonio de la Humanidad por la Unesco en 2004.

## Galería de imágenes

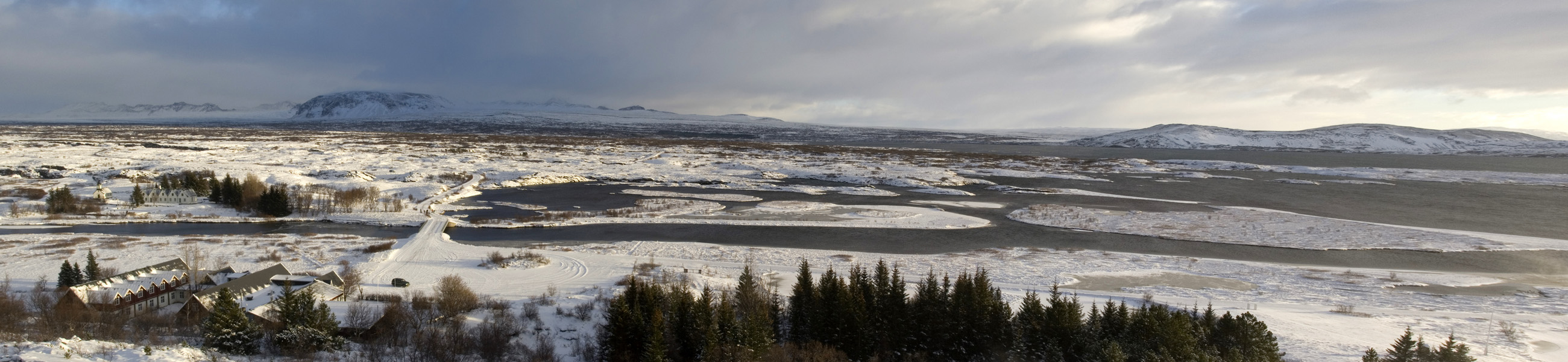
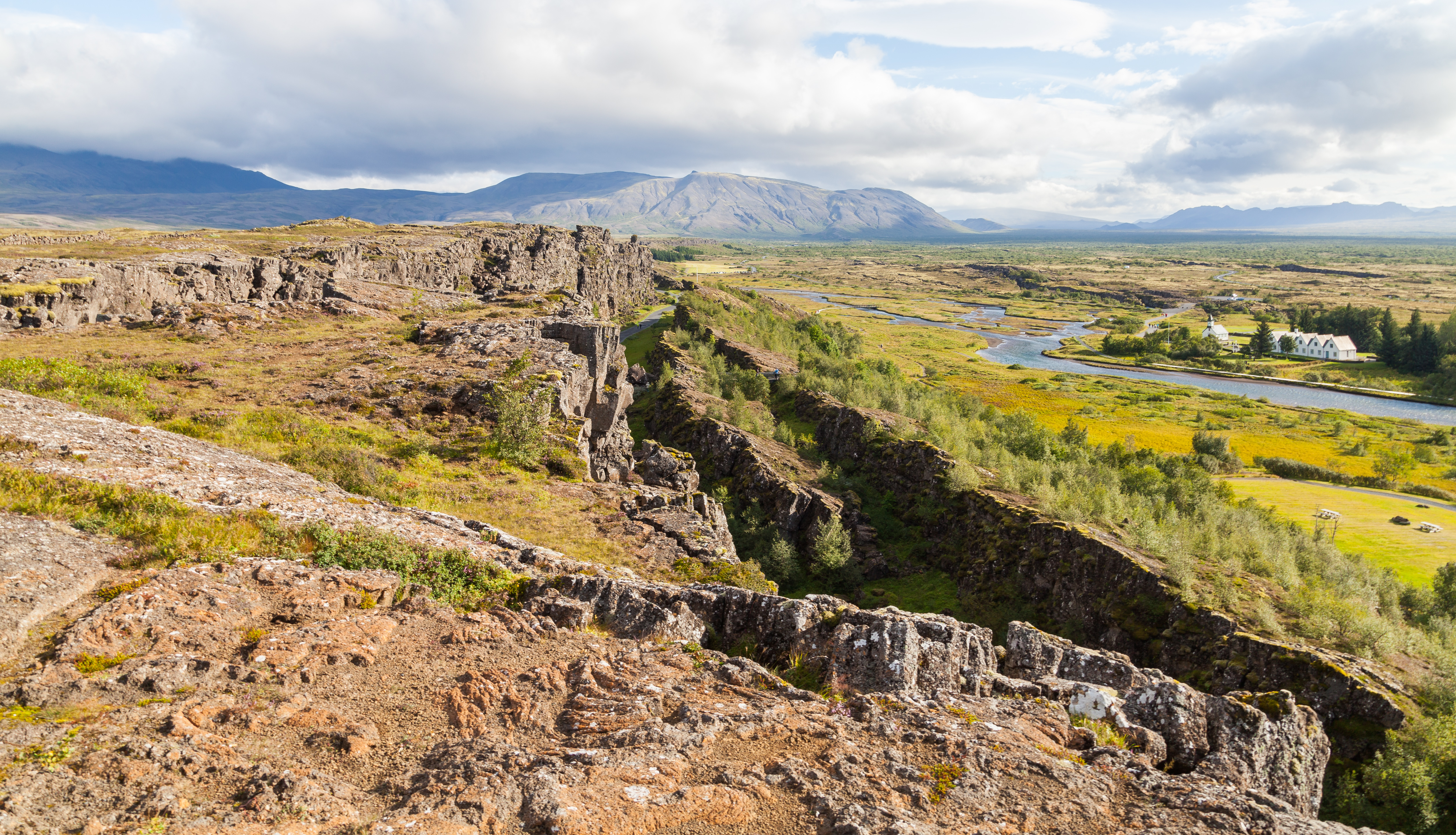
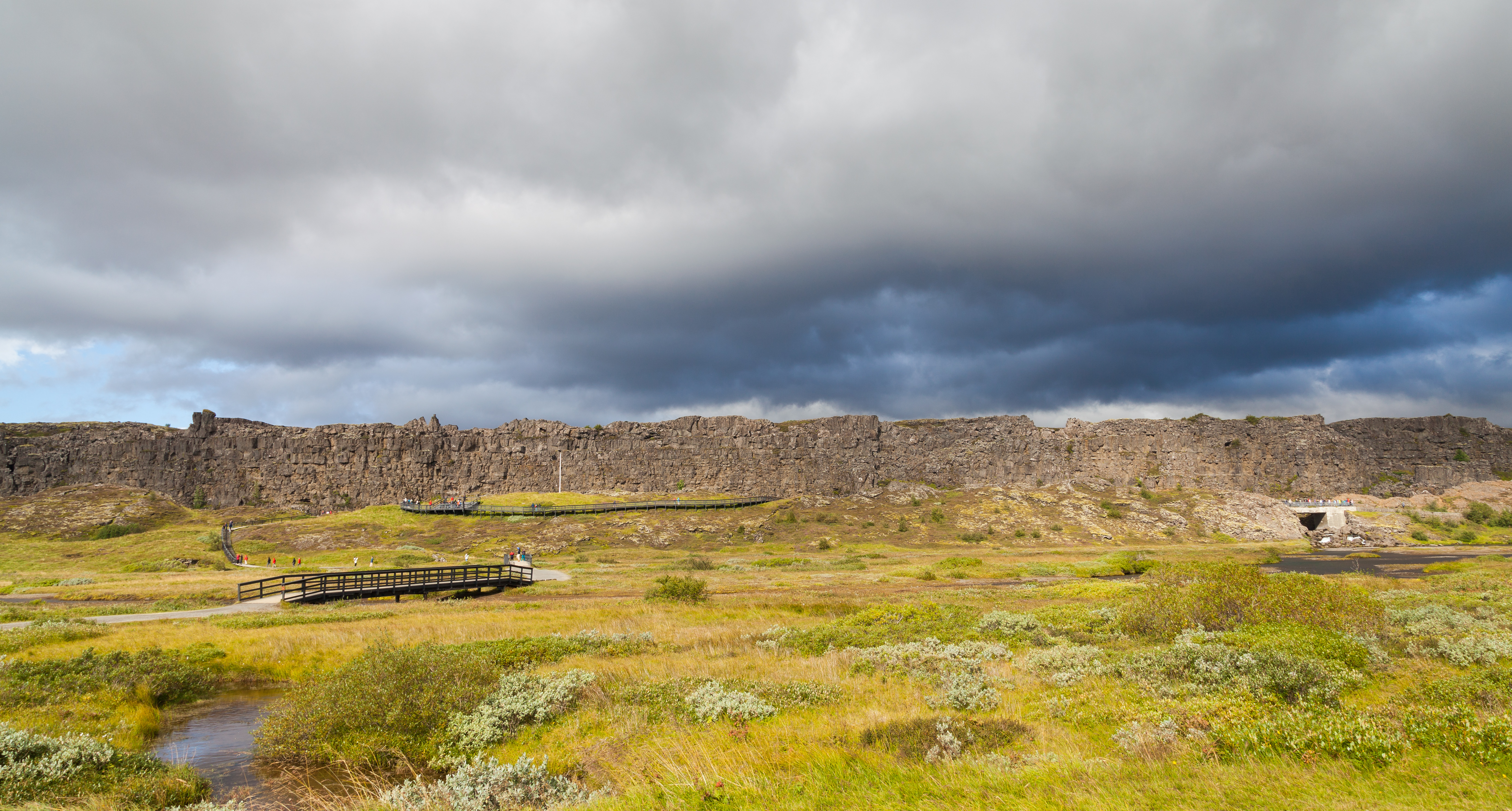
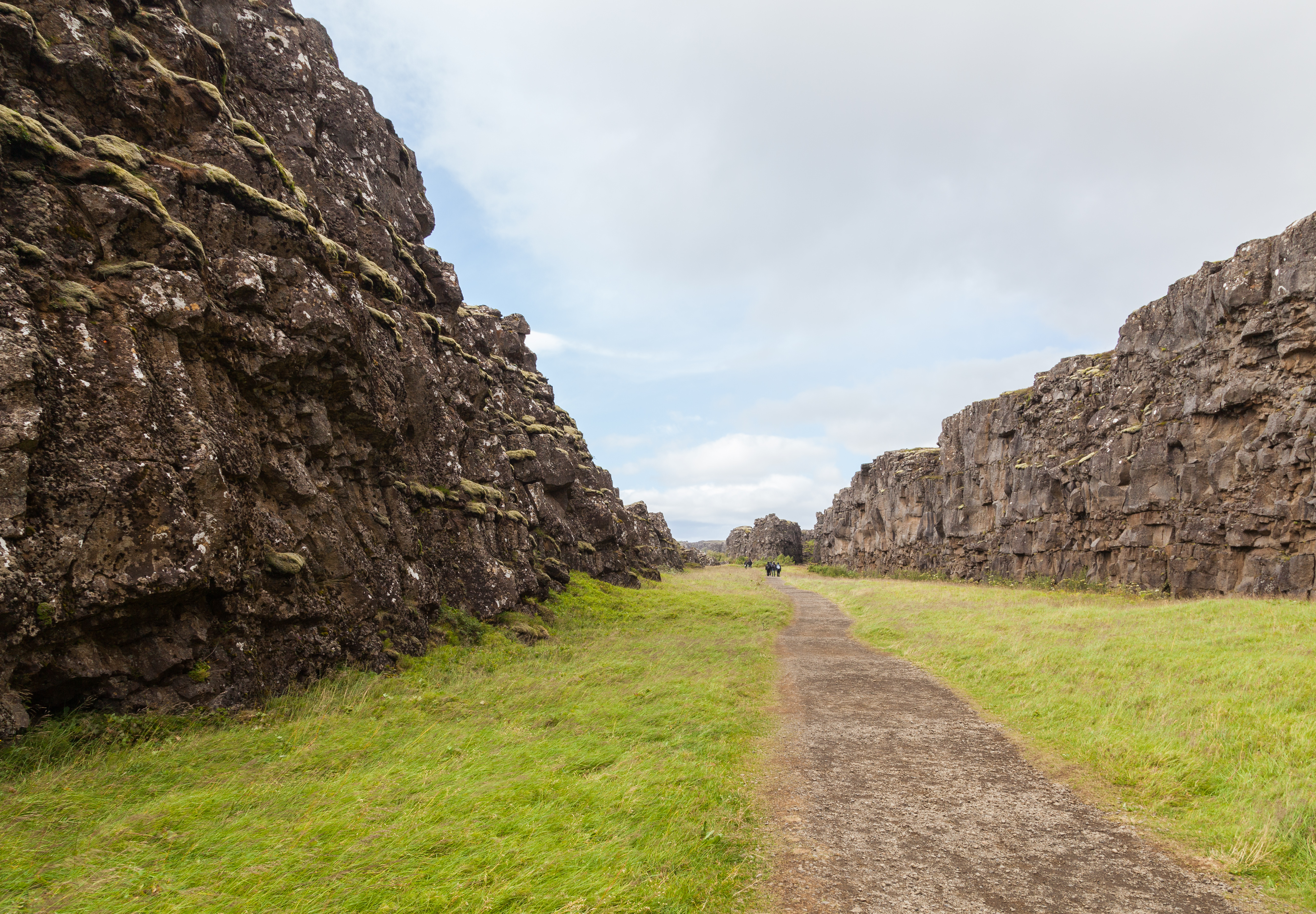
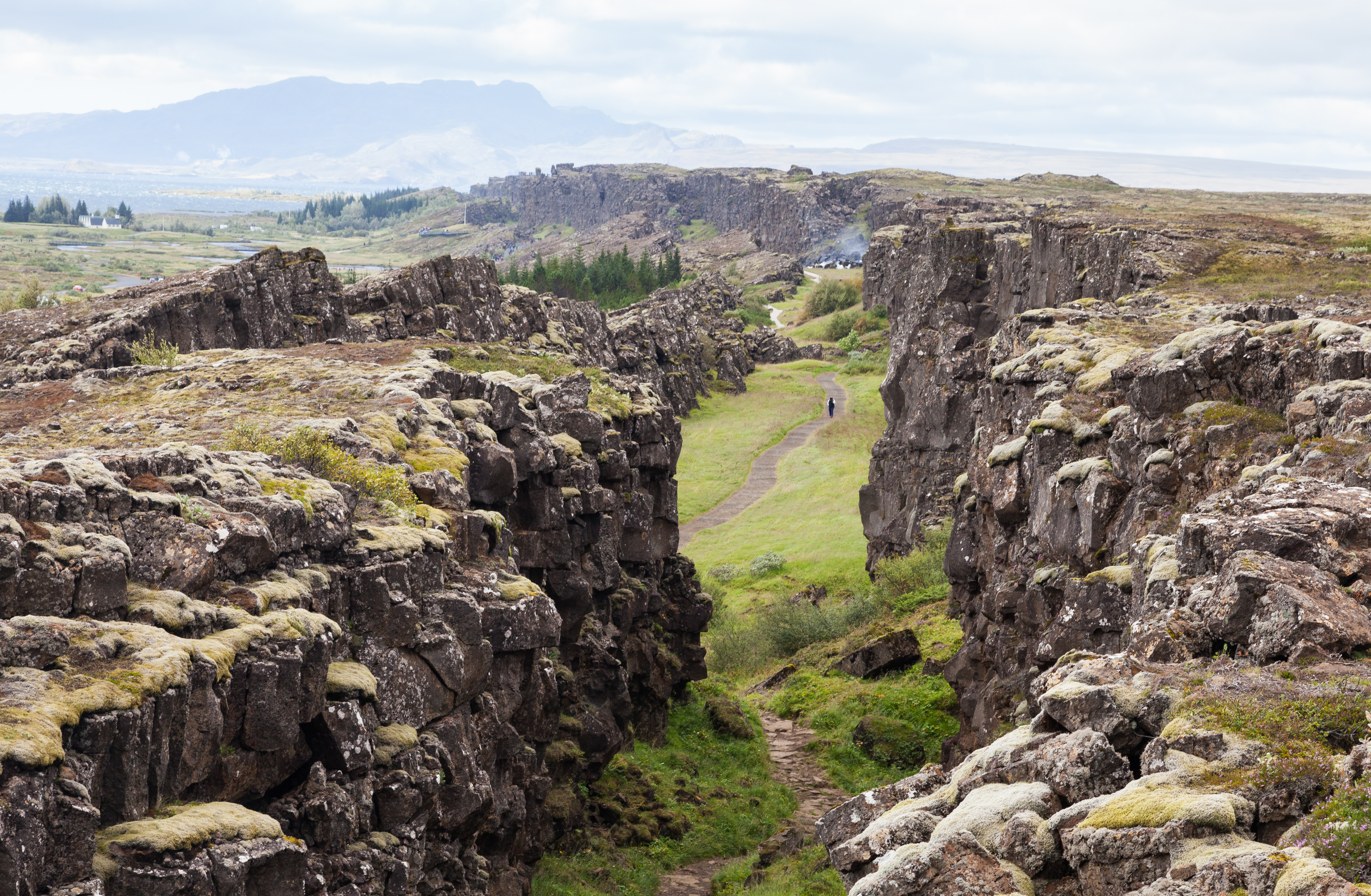
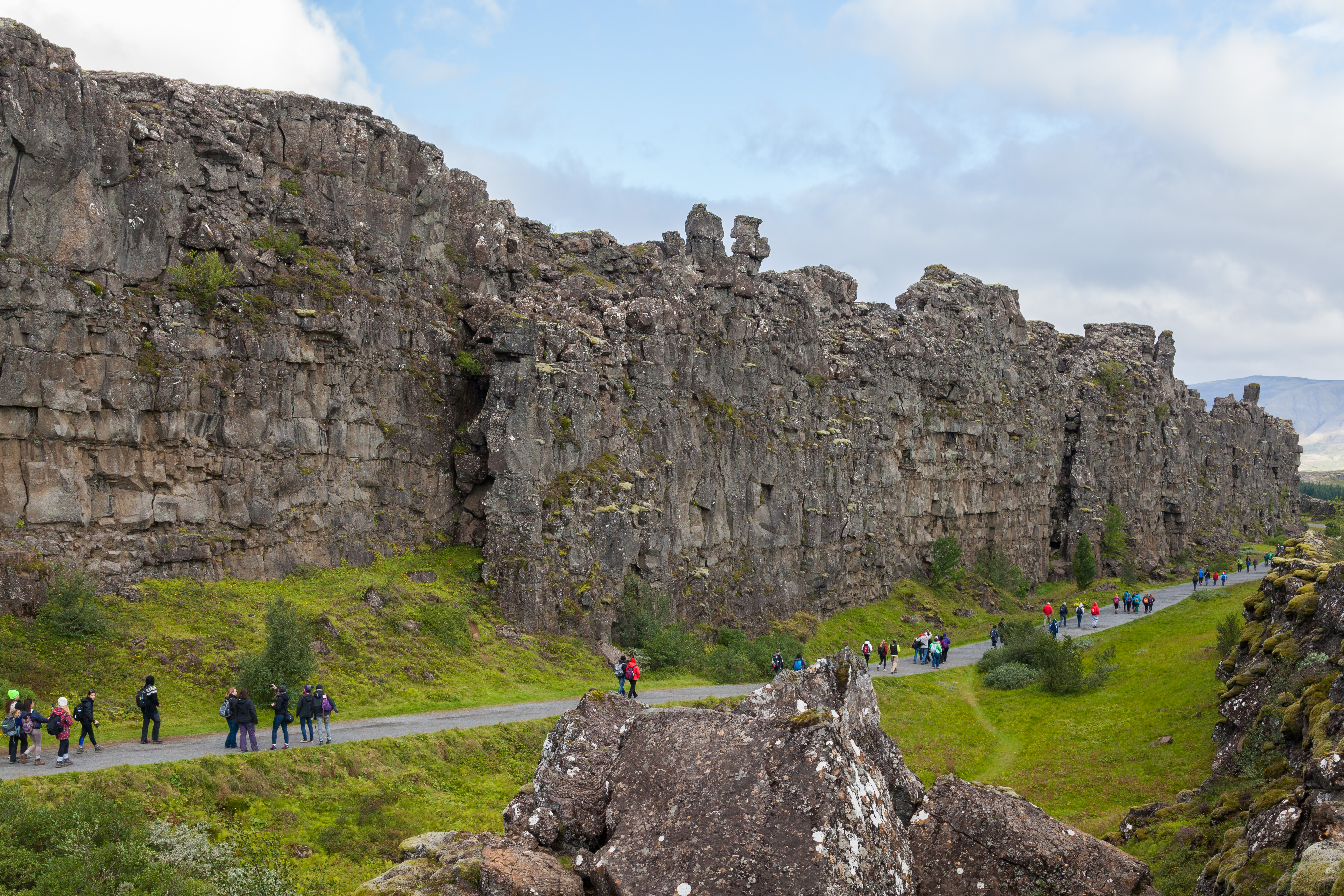